# Incilius tutelarius
Incilius tutelarius es una especie de anfibio anuro de la familia Bufonidae. Es nativo de Guatemala y el sur de México. La especie esta amenazada por destrucción de hábitat.

## Distribución y hábitat
Su área de distribución es fragmentado e incluye el occidente de Guatemala y la vertiente del Pacífico de Oaxaca y Chiapas en México.  
Su hábitat se compone de bosque de pino encino y bosque nuboso, en la cercanía de cursos de agua. Su rango altitudinal oscila entre 1000 y 2000 m s. n. m..